# Möggers
Möggers è un comune austriaco di 505 abitanti nel distretto di Bregenz, nel Vorarlberg.